# Kurt Mündl
Kurt Mündl (nacido el 9 de junio de 1959 en Sankt Pölten, Austria) fue un biólogo, publicista, camarógrafo y autor austriaco.

## Vida
Kurt Mündl fue reconocido por sus documentales sobre la naturaleza, especialmente los de la serie Universum de la Österreichischer Rundfunk (ORF), con la cual colaboró desde el principio de su carrera.
Entre 1979 y 1989 fue compañero del renombrado científico etólogo Konrad Lorenz. En 1994 fundó su propia compañía cinematográfica "Power of Earth Productions" TV & Film Produktions Ges.m.b.H. Trabajó para varias emisoras, como ORF, ZDF, NDR de habla alemana, pero también para lenguas extranjeras como Canal +, SVT o Canal 4. Su documental Ein ganz alltägliches Monster: Die Stubenfliege fue la primera producción de la ORF después de ser comprada por la BBC.
En noviembre de 2020, partes de su patrimonio se subastaron en la plataforma de subastas austriaca Aurena.at.

## Filmografía (selección)
-Ein ganz alltägliches Monster – Die Stubenfliege, 1994
-Der Ötztal-Mann und seine Welt, 1999 über das Leben des Mann vom Tisenjoch
-Time Flashes in Blue Yellow, 2003 für das (ehemalige) IMAX-Kino Wien
-Alien-Insekt – Die Gottesanbeterin, 2004 (HDTV) über die Gottesanbeterin
-Waldviertel – Vom Zauber des rauen Landes, 2004
-1955 – Backstage, 2005 über den österreichischen Staatsvertrag und die österreichische Geschichte
-Sisi ... und ich erzähle euch die Wahrheit (2012)

## Libros (selección)
Además de sus numerosos documentales, también lanzó al mercado muchos libros especializados. Algunos de estos libros fueron publicados en forma conjunta o por el premio Nobel Konrad Lorenz.
-Salvate la speranza, 1989 ISBN 88-344-0383-5
-Sauver l'espoir, 1990
-Beim Menschen beginnen, 1991 ISBN 3-224-17652-0

## Distinciones
En 2004 recibió el título de profesor de la República de Austria. Entre los numerosos premios internacionales, recibió tres veces el Gold Camera Award en Chicago y el Golden Decade Award, que solo se otorga cada diez años. Kurt Mündl fue uno de los realizadores de documentales más premiados de Europa.